# Lista de bens tombados no Mato Grosso do Sul
A lista de bens tombados no Mato Grosso do Sul reúne itens do patrimônio histórico, cultural e, natural do estado brasileiro do Mato Grosso do Sul, que foram tombados em nível municipal por ...; em estadual por ... e, em nível federal realizados pelo IPHAN, no contexto de preservação do patrimônio histórico-cultural brasileiro.